# روبرتو لوسادا
روبرتو لوسادا (بالإسبانية: Roberto Losada)‏ هو لاعب كرة قدم إسباني في مركز الهجوم، ولد في 25 أكتوبر 1976 في فيغو في إسبانيا. شارك مع منتخب منطقة غاليسيا الوطني لكرة القدم. أما مع النوادي، فقد لعب مع ريال أوفييدو وريال بلد الوليد وريال مايوركا ونادي ديبورتيفو طليطلة ونادي كيتشي ونادي لاس بالماس ونادي لوغو.

## وصلات خارجية
- روبرتو لوسادا على موقع قاعدة بيانات كرة القدم.إي يو (الإنجليزية)
- روبرتو لوسادا على موقع Soccerway.com (الإنجليزية)